# Beckstetten
Beckstetten ist ein Gemeindeteil von Jengen im schwäbischen Landkreis Ostallgäu in Bayern.

## Lage und Verkehrsanbindung
Das Pfarrdorf liegt südwestlich des Kernortes Jengen und südlich von Weicht. Östlich des Ortes verläuft die B 12, westlich fließt die Wertach.

## Baudenkmale
In der Liste der Baudenkmäler in Jengen sind für Beckstetten drei Baudenkmale aufgeführt, darunter 
- die katholische Pfarrkirche St. Agatha, ein um 1400 errichteter Saalbau, der im 15. Jahrhundert, 1679 und 1737 umgestaltet und erweitert wurde
- das Pfarrhaus, ein zweigeschossiger Satteldachbau, der 1735 errichtet wurde